# ویکری کریک
ویکری کریک (به انگلیسی: Vickery Creek) رودخانه‌ای است که در ایالات متحده آمریکا جریان دارد.